# Kassi Akesse Mathias
Kassi Mathias (sinh ngày 21 tháng 11 năm 1986 ở Abidjan) là một cầu thủ bóng đá người Bờ Biển Ngà thi đấu ở vị trí hậu vệ thi đấu cho Đội bóng Maroc Olympique Safi.

## Sự nghiệp câu lạc bộ
Anh thi đấu cho nhiều câu lạc bộ lớn ở Bờ Biển Ngà và Bénin, và có thành tích thi đấu tốt. Ở mùa giải 2008–09, Mathias là hậu vệ xuất sắc nhất tại tất cả các giải bóng đá Bờ Biển Ngà. Màn trình diễn đã thu hút sự chú ý của các câu lạc bộ trong nước và nước ngoài. Anh cũng từng tham dự đấu trường CAF năm 2007 cho Denguelé. Vào ngày 31 tháng 12 năm 2009 Kassi gia nhập El-Entag El-Harby và được mời một bản hợp đồng sau 2 tuần thử việc thành công. El-Entag El-Harby và Jeunesse Club d'Abidjan không đồng ý giá chuyển nhượng $50.000. Vì vậy Kassi trở lại Jeunesse Club d'Abidjan vào ngày 31 tháng 1 năm 2010.